# Chioma Onyekwere
Chioma Onyekwere (Nigeria, 28 de junio de 1994) es una atleta nigeriana, especialista en la prueba de lanzamiento de disco, en la que logró ser campeona africana en 2018

## Carrera deportiva
En el Campeonato Africano de Atletismo de 2018 celebrado en Asaba (Nigeria) ganó la medalla de oro en el lanzamiento de disco, con una marca de 58.09 metros, superando a su paisana la también nigeriana Chinwe Okoro (plata con 57.37 metros) y a la sudafricana Ischke Senekal (bronce con 53.82 metros).